# Salina Bousmayo
Salina Bousmayo, née le 12 décembre 2006 à Düsseldorf, est une gymnaste artistique germano-marocaine, disputant les compétitions internationales sous les couleurs du Maroc.

## Carrière
Salina Bousmayo pratique la gymnastique depuis l'âge de 4 ans. Elle est sacrée championne d'Allemagne junior au concours général en 2021 à Eßlingen.
En février 2024, le Comité exécutif de la Fédération internationale de gymnastique approuve le changement de nationalité sportive de Salina Bousmayo, de l'Allemagne vers le Maroc.
Aux Championnats d'Afrique de gymnastique artistique 2024 à Marrakech, elle remporte la médaille d'or à la poutre et la médaille de bronze du concours général, du concours par équipes ainsi que du sol.